# Felice Mazzù
Felice Mazzù (Charleroi, 12 maart 1966) is een Belgisch voetbalcoach. Hij trainde onder meer KRC Genk, Union Saint-Gilloise, RSC Anderlecht en tweemaal Sporting Charleroi. Hij was tot april 2025 trainer van STVV

## Carrière

### Begin
Felice Mazzù, geboren en getogen in Charleroi, speelde in zijn jeugd voor Sporting Charleroi. Hij bereikte het reserveteam, maar kon nooit doorbreken tot het eerste elftal. Na zijn legerdienst speelde hij in de lagere afdelingen voor de bescheiden clubs UJS Charleroi, FC Jumet en Moustier-sur-Sambre.
Mazzù's trainerscarrière ging van start bij de jeugd van RCS Nivellois. Nadien werd hij assistent-trainer bij vierdeklasser Marchiennoise. Eind jaren 90 werd hij er gepromoveerd tot hoofdcoach. In 2000, toen de club opnieuw in de degradatiezone eindigde en een fusie aanging met Olympic Charleroi, vertrok Mazzù naar RCS Brainois. De club uit Eigenbrakel trainde hij zes jaar alvorens een seizoen trainer te worden bij vierdeklasser Royal Léopold Uccle FC.

### AFC Tubize
In 2007 ging Mazzù aan de slag bij tweedeklasser AFC Tubize. Hij werd er de assistent van respectievelijk Philippe Saint-Jean en Albert Cartier. De club steeg in 2008 naar Eerste klasse, maar degradeerde meteen terug naar de tweede divisie. Na de degradatie nam Mazzù een jaar het roer over als hoofdcoach. Ondanks de vele doelpunten van Jérémy Perbet tijdens de heenronde maakte Tubeke nooit echt kans op een onmiddellijke terugkeer naar de Jupiler Pro League, de club eindigde zelfs slechts vijftiende op negentien clubs.

### WS Woluwe
In september 2010 werd Mazzù de opvolger van Charly Chapelle bij derdeklasser White Star Woluwe FC. Onder zijn leiding werd de club in 2011 kampioen in Derde klasse B. Zijn prestaties bij Woluwe gingen niet onopgemerkt voorbij. In oktober 2012 werd hij bij Standard Luik genoemd als mogelijke opvolger van Ron Jans. Mazzù had toen net de eerste periodetitel in Tweede klasse gewonnen met White Star. Aan het einde van het seizoen 2012/13, toen er onduidelijkheid bestond over de financiële situatie van de club, stapte Mazzù samen met zeven spelers op. Onder Mazzu's opvolger Ludovic Batelli sprokkelde White Star slechts 1 op 18 in de eindronde.

### Sporting Charleroi
Op 2 mei 2013 werd Mazzù aangesteld als nieuwe coach van Sporting Charleroi. In zijn eerste seizoen voor de club uit zijn geboortestad leidde hij de ploeg naar een plaats in de middenmoot. In zijn tweede seizoen leidde hij de Zebra's naar een plaats in Play-off I. Na tien duels eindigde Charleroi op de vijfde plaats, die door de bekerzege van Club Brugge voldoende was voor barragewedstrijden om Europees voetbal. In die barragewedstrijden schakelde Mazzù's elftal KV Mechelen uit. Ook in de seizoenen 2016/17 en 2017/18 slaagde Mazzù erin zich met Charleroi voor Play-off 1 te plaatsen.
Mazzù slaagde er tijdens zijn zes jaar durende passage bij Charleroi in om van een woelige club een stabiele eersteklasser te maken. Charleroi maakte tijdens zijn bewind geregeld het verschil in de slotfase van de wedstrijd, waarop de term Mazzu-time een begrip werd in het Belgisch voetbal.

### RC Genk
Op 3 juni 2019 werd bekendgemaakt dat Mazzù de nieuwe trainer werd van toenmalig landskampioen KRC Genk. Hij werd er de opvolger van Philippe Clement, die de overstap maakte naar Club Brugge. In de eerste officiële wedstrijd die hij leidde, de Belgische Supercup 2019 tegen bekerwinnaar KV Mechelen, wist Mazzù dus meteen een prijs te pakken. Na een reeks teleurstellende resultaten en een negende plaats na 15 speeldagen, werd Mazzù op 12 november 2019 ontslagen als trainer van KRC Genk.

### Union Sint-Gillis
Zes maanden na zijn ontslag bij Genk ondertekende Mazzù een contract van een seizoen met optie op een extra seizoen bij tweedeklasser Union Sint-Gillis. In het seizoen 2021/22 promoveerde Union naar eerste klasse waar ze een droom seizoen speelden. Mazzù maakte van de club de eerste herfstkampioen ooit als promovendus en wist tot eind het seizoen mee te spelen voor de titel. Uiteindelijk sloot de club hun seizoen af op de tweede plaats, wat voor hen voorrondes van de Champions League opleverden. Mazzù won de prijs voor beste trainer van het jaar. Niet veel later na het seizoen besloot hij om zijn contract niet te verlengen en tekende hij een contract van onbepaalde duur bij stadsgenoot Anderlecht.

### RSC Anderlecht
Op 31 mei 2022 werd Mazzù aangekondigd als nieuwe coach bij RSC Anderlecht. Hij nam de rol over van Vincent Kompany. Op de openingsspeeldag van het seizoen 2022/2023 won Anderlecht met 2-0 van KV Oostende. Op 25 augustus wist Anderlecht zich voor de eerste keer in vier jaar de kwalificeren voor de poules van een Europese competitie. Dankzij winst tegen Young Boys Bern mochten ze naar de groepsfase van de Conference League. In de Belgische competitie werd in zestien wedstrijden maar zes keer gewonnen en op 24 oktober 2022 werd Mazzù na de match tegen Standard aan de deur gezet wegens aanhoudende slechte resultaten. Anderlecht stond op dat moment op een twaalfde plaats.

### Sporting Charleroi
Half november 2022 tekende Mazzù een contract van onbepaalde duur als hoofdtrainer van Sporting Charleroi. Hij werd er aangetrokken als vervanger voor de ontslagen Edward Still. Het seizoen 2023/24 ging allesbehalve goed, maar Charleroi leek wel op weg om met zekerheid degradatie te vermijden. Op 17 maart 2024 ging het in de laatste wedstrijd van de reguliere competitiealsnog mis. Charleroi verloor met 5-0  tegen KAA Gent, waardoor de club zakte naar de dertiende plaats in de eindstand en veroordeeld werd tot het spelen van de Relegation Play-offs, een nacompetitie die beslist wie degradeert. Mazzu en Charleroi besloten op 20 maart in onderling overleg uit elkaar te gaan.

### STVV
Op 5 september werd bekend dat Mazzu de ontslagen trainer Christian Lattanzio opvolgt. Op 10 april 2025 werd hij er aan de deur gezet na een 0-3 nederlaag tegen K.V. Kortrijk in de degradatieplay-offs.

## Palmares

### Als trainer
| Competitie               |                      |                      |                      |                      |
| Competitie               | Aantal               | Jaren                |                      |                      |
| White Star Woluwe FC     | White Star Woluwe FC | White Star Woluwe FC | White Star Woluwe FC | White Star Woluwe FC |
| ------------------------ | -------------------- | -------------------- | -------------------- | -------------------- |
| Kampioen Derde Klasse B  | 1x                   | 2010/11              |                      |                      |
| KRC Genk                 |                      |                      |                      |                      |
| Belgische Supercup       | 1x                   | 2019                 |                      |                      |
| Union Sint-Gillis        |                      |                      |                      |                      |
| Kampioen Eerste Klasse B | 1x                   | 2020/2021            |                      |                      |

| Individueel                   |    |           |
| Belgisch Trainer van het Jaar | 1x | 2017      |
| Trofee Raymond Goethals       | 2x | 2017,2021 |
| Trainer van het Jaar          | 1x | 2021      |

## Wetenswaardigheden
- Mazzù heeft een universitair diploma lichamelijke opvoeding, voordat hij aan zijn professionele trainerscarrière begon was hij ook werkzaam als leerkracht LO.
- Zijn ouders waren Italianen die naar België verhuisden nog voor zijn geboorte, zijn vader ging hier als mijnwerker aan de slag.